# サン・ピエトロ・ディ・カリダ
サン・ピエトロ・ディ・カリダ（イタリア語: San Pietro di Caridà）は、イタリア共和国カラブリア州レッジョ・カラブリア県にある、人口約1,100人の基礎自治体（コムーネ）。

## 地理

### 位置・広がり

#### 隣接コムーネ
隣接するコムーネは以下の通り。括弧内のVVはヴィボ・ヴァレンツィア県所属を示す。
- アックアーロ (VV)
- ディナーミ (VV)
- ファブリーツィア (VV)
- ガーラトロ
- ラウレアーナ・ディ・ボッレッロ
- セッラータ

## 行政

### 分離集落
サン・ピエトロ・ディ・カリダには、以下の分離集落（フラツィオーネ）がある。
- Corruttò, Garopoli, Misimizzi, Prateria, San Pierfedele